# MUTV (Manchester United F.C.)
MUTV (Manchester United Television) er en engelsk abonnement-baseret tv-kanal, der ejes og drives af Manchester United F.C. Kanalen første udsendelse var den 10. september 1998
MUTV tilbyder Manchester United fans eksklusive interviews med spillere og medarbejdere, fulde kampe, herunder alle Premier League-kampe (udsendes generelt ved midnat på dagen kampen blev spillet), "klassiske" kampe og relevante fodboldmæssige nyheder. Stationen sender derudover også alle holdets pre-season venskabskampe.